# Olympische Sommerspiele 1964/Kanu – Einer-Canadier 1000 m (Männer)
Die Wettkämpfe im Einer-Canadier über 1000 Meter bei den Olympischen Sommerspielen 1964 wurde vom 20. bis 22. Oktober auf dem Sagami-ko in der Nähe von Tokio ausgetragen.
Aus zwei Vorläufen erreichten sechs Boote das Finale. Über den Hoffnungslauf wurde das Finale um drei weitere Boote ergänzt. Dort gewann Jürgen Eschert für die gesamtdeutsche Mannschaft.

## Ergebnisse

### Vorläufe
Die jeweils ersten drei Boote qualifizierten sich für die Halbfinals, die restlichen Boote für den Hoffnungslauf.

#### Lauf 1
| Rang | Athleten               | Nation             | Zeit        |
| ---- | ---------------------- | ------------------ | ----------- |
| 1    | Jewgeni Penjajew       | Sowjetunion        | 4:41,06 min |
| 2    | András Törő            | Ungarn             | 4:42,31 min |
| 3    | Bogdan Iwanow          | Bulgarien          | 4:48,39 min |
| 4    | Paul Stahl             | Kanada             | 5:08,28 min |
| 5    | Dennis van Valkenburgh | Vereinigte Staaten | 5:12,63 min |
| 6    | Fred Wasmer            | Australien         | 5:26,80 min |

#### Lauf 2
| Rang | Athleten        | Nation           | Zeit        |
| ---- | --------------- | ---------------- | ----------- |
| 1    | Jürgen Eschert  | Deutschland      | 4:36,92 min |
| 2    | Andrei Igorov   | Rumänien         | 4:39,57 min |
| 3    | Ove Emanuelsson | Schweden         | 4:46,73 min |
| 4    | Shōji Yoshio    | Japan            | 5:05,11 min |
| 5    | Jan Jiráň       | Tschechoslowakei | 5:18,33 min |

### Hoffnungslauf
Die ersten drei Boote des Hoffnungslaufs erreichten das Finale.
| Rang | Athleten               | Nation             | Zeit        |
| ---- | ---------------------- | ------------------ | ----------- |
| 1    | Paul Stahl             | Kanada             | 4:55,79 min |
| 2    | Jan Jiráň              | Tschechoslowakei   | 4:58,59 min |
| 3    | Dennis van Valkenburgh | Vereinigte Staaten | 4:38,31 min |
| 4    | Shōji Yoshio           | Japan              | 5:00,88 min |
| 5    | Fred Wasmer            | Australien         | 5:16,40 min |

### Finale
| Rang | Athleten               | Nation             | Zeit        |
| ---- | ---------------------- | ------------------ | ----------- |
| 1    | Jürgen Eschert         | Deutschland        | 4:35,14 min |
| 2    | Andrei Igorov          | Rumänien           | 4:37,89 min |
| 3    | Jewgeni Penjajew       | Sowjetunion        | 4:38,31 min |
| 4    | András Törő            | Ungarn             | 4:39,95 min |
| 5    | Ove Emanuelsson        | Schweden           | 4:42,70 min |
| 6    | Bogdan Iwanow          | Bulgarien          | 4:44,76 min |
| 7    | Paul Stahl             | Kanada             | 5:04,79 min |
| 8    | Dennis van Valkenburgh | Vereinigte Staaten | 5:12,55 min |
| 9    | Jan Jiráň              | Tschechoslowakei   | 5:40,00 min |

## Weblink
- Ergebnisse